# محمد الحافظ التيجاني
محمد الحافظ التجاني المصري (1315 هـ/1896م - 1398 هـ/1978م) رجل دين صوفي مصري. نقل الطريقة التيجانية إلى مصر.

## سيرته
ولد التيجاني في 1896 بمحافظة المنوفية بدلتا مصر، وفي 1919 التحق بالطريقة التيجانية، وسعى إلى نشر منهجها عبر مجلة سميت «طريق الحق»، واهتم ببناء الزوايا دون المساجد، لتربية «المُريدين»، وفي تفسيره لذلك يقول أنه: «أخذ بذلك بتعليم مباشر من الرسول». 
وكان يقيم «التيجاني» في زوايا طريقته ما يُعرف بـ«جلسات الفكر والمراقبة»، وفيها يجلس الشيخ داخل الزاوية بعد أن يغلق كل الأبواب والنوافذ ويطفئ الأنوار، ليطلب من المُريدين استحضار الله في قلوبهم لمدة ربع ساعة، كان يعكف على تقديم دروس الحديث النبوي، تزوج زينب الغزالي لمدة عامين، وكان من مؤسسي جماعة الإخوان المسلمون في مصر. مات في 5 يونيو سنة 1978.